# Mariolaemus livens
Mariolaemus livens is een keversoort uit de familie dwergschorskevers (Laemophloeidae). De wetenschappelijke naam van de soort werd in 1928 gepubliceerd door Antoine Henri Grouvelle.